# سیارک ۹۹۸۴
سیارک ۹۹۸۴ (به انگلیسی: 9984 Gregbryant، نامگذاری:1996HT) نه هزار و نهصد و هشتاد و چهارمین سیارک کشف شده‌است که در ۱۸ آوریل ۱۹۹۶ کشف شد.
قدر مطلق سیارک برابر ۱۳٫۶۰ است.